# Amaterasu

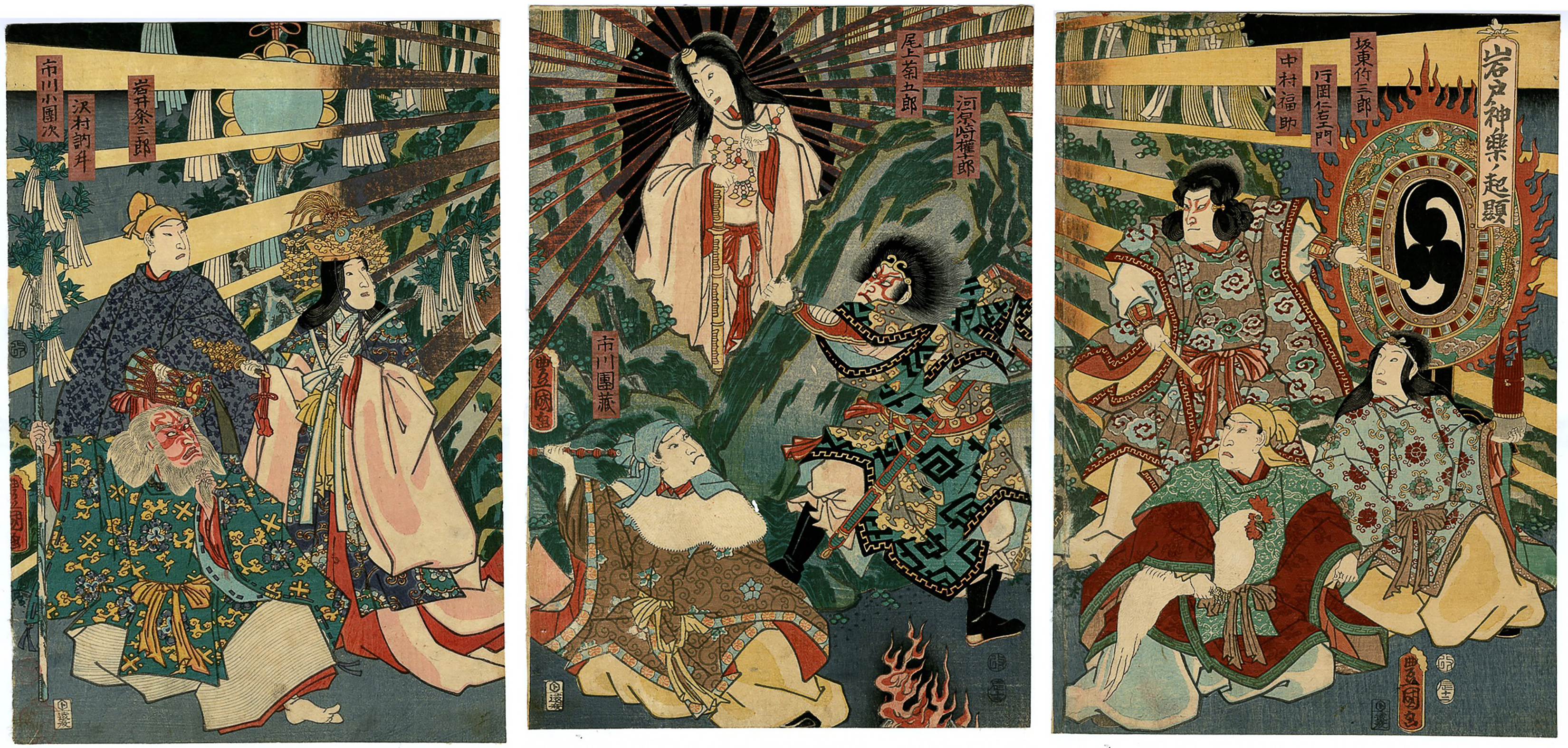
Amaterasu opuszcza jaskinię

Amaterasu (jap. 天照 Świecąca na niebie), Amaterasu Ōmikami, Ama-terasu-ō-mikami (jap. 天照大神, 天照大御神 Wielki i Święty Duch Świecący na Niebie) – japońska bogini słońca, narodzona z lewego oka boga Izanagiego i wyznaczona przez niego do panowania na Wysokiej Równinie Niebios (tłum. również: Równina Wysokich Niebios, jap. Takama-ga-hara), główne bóstwo shintō. Siostra władcy oceanu i boga burz Susanoo oraz boga księżyca Tsukuyomiego (lub Tsukiyomi, Tsuki-yomi-no-mikoto). Amaterasu zesłała na ziemię swojego wnuka Ninigiego, który dał początek japońskiemu rodowi cesarskiemu. Uważana jest za dawczynię zdobyczy cywilizacji, takich jak: rolnictwo, tkactwo czy budownictwo.

## Narodziny Amaterasu
Według Kojiki Amaterasu narodziła się, gdy Izanagi przemywał lewe oko w trakcie oczyszczania się w wodzie morskiej po ucieczce z Krainy Ciemności. Według Nihon-shoki natomiast bogini słońca przyszła na świat zaraz po tym, jak uformowały się japońskie wyspy, i była pierwszym bóstwem zrodzonym z ciała Izanami. Para boskich demiurgów uznała ją za swoje najbardziej udane dziecko i postanowiła powierzyć jej władzę nad Wysoką Równiną Niebios. Amaterasu wypełniła wolę rodziców, wspięła się po niebiańskiej drabinie, która w tym czasie łączyła niebo i ziemię, i odtąd sprawiedliwie panowała nad światem niebiańskich bogów.
Amaterasu otrzymała od Izanagiego sznur ozdób na szyję, które niewątpliwie były oznaką najwyższej władzy, gdyż nazwano je Mikuratana-no-kami (Duch Wywyższający i Nadający Święte Stanowisko).

## Boskie rodzeństwo

### Konflikt z Susanoo

Wzajemne wyzwanie (ukei) pomiędzy Amaterasu i Susanoo

Bratem zrównoważonej i spokojnej bogini słońca był stanowiący jej absolutne przeciwieństwo porywczy bóg wiatru i burzy Susanoo. Pewnego dnia postanowił on zawiadomić siostrę o swojej decyzji udania się do Krainy Ciemności i wyruszył w podróż, lecz jego gwałtowne kroki spowodowały, że zatrzęsła się ziemia, a woda w rzekach zaczęła falować. Bogini, usłyszawszy zbliżającego się gościa, zaniepokojona uznała, iż brat wyruszył, aby odebrać jej obszary, którymi zarządzała. Obawiając się brata, zaczęła się przygotowywać do walki. Spięła włosy po męsku i wplotła w nie klejnoty w kształcie kłów dzika, a następnie wyszła Susanoo na spotkanie przygotowana jak prawdziwy wojownik. Według Nihon-shoki bogini trzymała w ręku miecz i przywitała brata przerażającym okrzykiem.
Bóg wiatru i mórz postanowił wyjaśnić cel swojej wizyty, jednak Amaterasu podejrzewała go o podstęp. Bogini uważała, że brat tak naprawdę chce odebrać jej władzę. Oskarżony o złe intencje Susanoo zaproponował osąd niebios (ukei – rodzaj wróżby, przepowiadania przyszłości, określającego wolę boską, co do pozytywnego lub negatywnego, pomyślnego lub niepomyślnego, sukcesu lub niepowodzenia działania; ukei wskazuje na wypowiedzenie magicznych słów, w celu osiągnięcia określonego rezultatu, a następnie określenia boskiej woli w kategoriach wyniku): o zamiarach miał świadczyć charakter potomstwa, które każde z nich postanowiło powołać do życia. Bogini słońca jako pierwsza poddała się próbie, wzięła miecz brata, złamała go na trzy części, opłukała odłamki w Świętej Studni Niebios, a następnie przeżuła i wyrzuciła z siebie chuchnięciem. Z jej tchnienia powstały trzy boginie morskie: Takiribime, Ichikishimahime i Takitsuhime. Wtedy Susanoo obmył w studni klejnoty-krzywulce, które jego siostra miała we włosach, przeżuł je, a z jego oddechu wyłoniło się pięć bóstw męskich: Oshihomimi, Amenohomi, Amatsuhikone, Ikutsuhikone i Kumanokusubi – ich płeć miała świadczyć o czystości jego intencji. 
Amaterasu przyjęła pięć męskich bóstw jako swoje potomstwo, a Susanoo trójkę żeńskich bogiń jako swoje. Wątłe boginie utwierdziły boga wiatru i mórz w przekonaniu, że to on zatriumfował. Ogarnięty uczuciem zwycięstwa pozrywał groble oraz rowy doprowadzające wodę do pól ryżowych siostry, a następnie zanieczyścił izbę, w której bogini spożywała potrawy z pierwszych plonów. Amaterasu długo patrzyła na wybryki brata i wielkodusznie go usprawiedliwiała. Susanoo natomiast coraz bardziej wystawiał jej cierpliwość na próbę, wymyślając ciągle nowe żarty. Pewnego dnia dopuścił się okropnego czynu – przedziurawił strop w tkalni bogini i wrzucił do jej wnętrza niebiańskiego źrebca obdartego bestialsko ze skóry. Bogini przerażona tym widokiem uciekła i schowała się w niebiańskiej jaskini.

### Amaterasu w niebiańskiej jaskini

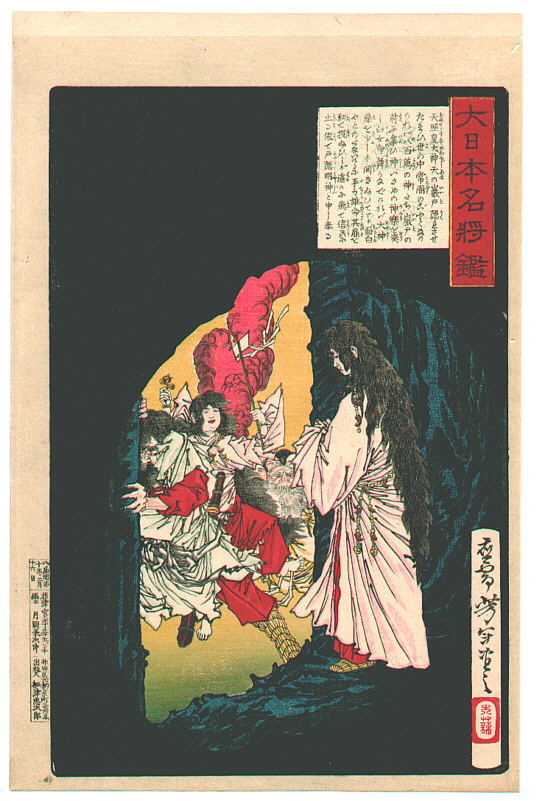
Amaterasu wychodząca z jaskini

Po tym, jak Amaterasu ukryła się w jaskini, na całym świecie zapanowała ciemność i uaktywniły się złe moce. Zaniepokojone bóstwa udały się w pobliże jaskini, w której ukryła się bogini słońca, do miejsca zwanego Amenokawara, i zaczęły debatować nad sposobem nakłonienia bogini do powrotu. Zwróciły się one o pomoc do syna Takamimusubiego – boga Omoikane, który doradził, aby sprowadzić z Krainy Wiecznotrwałości koguty, które swym pianiem co rano wzywały słońce. 
Bogowie posłuchali rady Omoikane i posadzili ptaki na wniesionej żerdzi. Z polecenia tego bóstwa Amatsumara i Ishikoridome wykonali również spiżowe lustro, a Tamanoya sznury klejnotów krzywulców. Następnie Futodama i Amenokoyane wyrwali wiecznie zielone drzewo sakaki (Cleyera japonica) i przyozdobili przygotowanymi przedmiotami. Kiedy skończyli, jeden z nich trzymał w ręku przystrojone drzewko, a drugi odprawiał modły, dołączył do nich Tajikarao, który trzymał straż. Wystąpiła wówczas bogini Amenouzume, obnażyła się i zaczęła tańczyć na odwróconej kadzi, a zebrane bóstwa śmiały się głośno i klaskały. 
Amaterasu zdziwiona odgłosami zabawy odsunęła nieco na bok głaz zagradzający wejście do kryjówki, a następnie zapytała, czemu bóstwa cieszą się, mimo iż ona ukrywa się, a świat został spowity w ciemnościach. Wesoła Amenouzume odpowiedziała jej, iż radują się, gdyż pośród nich znajduje się duch bardziej czcigodny niż ona. Zaciekawiona bogini wyjrzała przez szparę, lecz ujrzała tylko swoje odbicie w lustrze. Zdziwiona wysunęła głowę, aby się rozejrzeć, a wtedy Tajikarao odsunął kamień zagradzający wejście do świątyni i wyciągnął Amaterasu na zewnątrz. W tym czasie Futodama szybko rozwinął za plecami bogini słońca powróz ze słomy ryżowej i zapieczętował jaskinię.
Gdy bogini opuściła pieczarę, ciemność ustąpiła i promienie słoneczne rozjaśniły cały świat. Od tej pory bogini rządziła niepodzielnie na Wysokiej Równinie Niebios, a jej brat Susanoo został wygnany na ziemię.

### Relacje z Tsukiyomim
Drugim z braci Amaterasu był Tsukuyomi, bóg księżyca, który miał rządzić przypływami i odpływami morza. W przeciwieństwie do Susanoo nie kwestionował on prawa siostry do rządzenia na Wysokiej Równinie Niebios. Pewnego dnia bogini słońca wysłała Tsukiyomiego do bogini pożywienia o imieniu Ukemochi. Ta, chcąc ugościć boga księżyca, zaczęła wyjmować różne pokarmy ze swego ciała. Pożywienie, które cudownie się pojawiło, zostało rozłożone na stu ofiarnych stołach. Jednak brat Amaterasu był wściekły – uznał bowiem, że boska gospodyni obraziła go, podając mu jedzenie, które zwymiotowała – i zabił ją. Gdy powrócił do swojej siostry, opowiedział jej o całym zajściu, a ta rozzłoszczona kazała mu odejść i nigdy nie wracać – w ten sposób Japończycy wyjaśnili sobie, dlaczego słońce i księżyc nigdy nie pojawiają się razem na niebie. 
Wiesław Kotański uważał, iż bogini słońca szukała sposobu, aby drugi z jej braci odszedł z Wysokiej Równiny Niebios, i sprowokowała go do popełnienia przestępstwa. Amaterasu dobrze znała praktyki Ukemochi, które wydawały się tak bardzo odrażające, że zachodziło prawdopodobieństwo rozgniewania Tsukuyomiego. Zabicie boskiej gospodyni było dobrym pretekstem dla Amaterasu, aby rozstać się z bratem, który dla podejrzliwej siostry był drugim potencjalnym konkurentem do władzy nad kosmosem.
Według Kojiki bogiem, który zabił boską gospodynię, nie był Tsukiyomi, lecz Susanoo.

## Ważni potomkowie Amaterasu

### Ninigi
Ninigi jest synem Oshihomimiego, a więc wnukiem Amaterasu, która początkowo planowała przekazać swojemu synowi misję opanowania archipelagu japońskiego, jednak ten zaproponował, aby to jego syn otrzymał to zadanie. Bogini słońca zgodziła się, wezwała do siebie swojego wnuka i wręczyła mu przedmioty, które później zostały uznane za regalia cesarskie: ośmiogranne zwierciadło, szczęścionośne krzywulce oraz Miecz-Trawosiecz. Lustro kazała otaczać taką czcią, jaka należy się jej samej. Według Nihon-shoki oprócz tych przedmiotów przekazała Ninigiemu również sadzonki ryżu z niebiańskich pól.

### Jimmu
Jimmu narodził się jako jeden z czwórki synów Ugayafukiaezu oraz Tamayori-bime, pozostali trzej synowie to: Inai, Mikenu oraz Itsuse. Jest wnukiem Ninigiego, a więc praprawnukiem Amaterasu. Razem ze swoimi braćmi wyruszył z misją kontynuowania misji swojego dziadka, który opuścił Niebiańską Równinę, aby przejąć rządy nad archipelagiem japońskim. Podczas swojej misji wielokrotnie stawał w opałach, z których ratowała go bogini słońca.
Szczególnie zaciętą bitwę stoczył z Doświadczonym Mężem, Który Postradał Łowiska (Tominonagasunehiko), znanym również jako Mąż zwany Łowczym (Tomibiko). W potyczce ciężko raniony w ramię przez wroga został brat Jimmu – Dostojny, Który Bohatersko Zginął (Itsuse), od początku towarzyszący mu w podróży. Wtedy jeden z braci zdał sobie sprawę, iż bitwa nie idzie po ich myśli, gdyż walczą pod słońce i Amaterasu nie może im sprzyjać. Powiedział o tym bratu, który nakazał żołnierzom obejść wroga, aby słońce znalazło się za ich plecami.
Po przegranej bitwie Jimmu wyruszył w dalszą drogę, jednak w okolicy Kumano wojska natrafiły na olbrzymiego niedźwiedzia, który szybko się oddalił. Musiało być to nieprzychylne lokalne bóstwo bądź jego wysłannik, gdyż cała armia opadła z sił i nie była zdolna do walki. Zły czar zdjął z nich niebiański miecz zesłany przez Amaterasu praprawnukowi. Bogini słońca niepokojąca się o niekorzystny obrót spraw wezwała na pomoc Śmiałego Męża Walczącego Młotami (Takemikazuchi), ale ten oświadczył, że nie musi interweniować, a wystarczy, jeśli ześle swój miecz. Pojawienie się na polu bitwy niebiańskiego oręża zbudziło całą armię z letargu i sprawiło, że wszystkie złe duchy w okolicy padły jak cięte mieczem. Wkrótce u boku przyszłego cesarza pojawił się Yatagarasu, co oznacza „Kruk Znakomicie Trafiający” – olbrzymi kruk o trzech nogach – i poprowadził jego armię w dalszą drogę.
W Nihongi spisana jest dalsza podróż Jimmu, podczas której stanął naprzeciw armii tak licznej, iż obawiał się swojej porażki. We śnie ukazała mu się jednak Amaterasu, która nakazała pokonać wrogów za pomocą zaklęcia, które jednak, aby okazało się skutecznym, musiało być poparte ofiarą bogom niebiańskim i ziemskim w naczyniach wykonanych z gliny z góry Kagu, która znajdowała się na tyłach nieprzyjacielskiej armii. Dzięki sprytowi i pomocy bogini słońca i tym razem udało mu się wyjść z opresji.

## Kult bogini

### Amaterasu protoplastą rodu cesarskiego
Amaterasu, według Kojiki, powierzyła swojemu wnukowi Ninigiemu władzę nad ziemią, aby rządził w jej imieniu. W Nihon-shoki nie jest wyjaśnione, kto zesłał na ziemię wnuka Amaterasu – nie wiadomo, czy misję powierzyła mu babka, czy też dziadek Takamimusubi, czczony później na dworze cesarskim jako bóstwo rolnictwa. Prawnukiem Ninigiego był Jimmu – pierwszy cesarz Japonii.
Głównym powodem uznawania bogini za protoplastę rodu cesarskiego może być fakt, że według niektórych mitów od Takamimusubiego wywodziły się pozostałe rody na archipelagu. Badacze zwracają uwagę na to, iż kult bogini słońca jest stosunkowo późny i najprawdopodobniej pochodzi od istniejących wcześniej mitów solarnych. Oprócz rodu cesarskiego żaden inny ród nie pochodził od Amaterasu, co uzasadnia wyjątkową pozycję tego rodu.
Przedmiotami mającymi potwierdzić pochodzenie rodu panującego były przedmioty, które Amaterasu wręczyła swojemu wnukowi. Trzema cennymi skarbami, które otrzymał od bogini słońca Ninigi, były: lustro (Yata-no-kagami), klejnoty-krzywulce (Yasakani magatama) oraz święty miecz (Kusanagi-no-tsurugi).

#### Drzewo genealogiczne
Drzewo genealogiczne przedstawia pochodzenie rodu cesarskiego od bogini słońca. Amaterasu uznała pięć bóstw męskich, które powstały z jej klejnotów, za swoje potomstwo, jednym z tych bogów był Oshihomimi, który był ojcem Ninigiego, który z kolei został zesłany przez boginię słońca na ziemię, aby zaprowadzić tam porządek. W narodzinach Oshihomimiego miał bez wątpienia swój udział także Susanoo, stąd przyjmuje się, iż również on jest przodkiem rodziny cesarskiej bądź przynajmniej jest z nią spokrewniony. 
|       |       |       |       |               |               |               |               |               |               |             |             |           |           |         |         |          |          |          |          |               |               |               |               |               |               |               |               |               |               |               |               |              |              | Izanagi | Izanagi | Izanagi    | Izanagi    | Izanagi          | Izanagi          |                  |                  |                  |                  |                |                | Izanami     | Izanami     | Izanami    | Izanami    | Izanami    | Izanami    |                 |                 |                 |                 |                 |                 |             |             |            |            |            |            |              |              |              |              |              |              |            |            |  |  |
|       |       |       |       |               |               |               |               |               |               |             |             |           |           |         |         |          |          |          |          |               |               |               |               |               |               |               |               |               |               |               |               |              |              | Izanagi | Izanagi | Izanagi    | Izanagi    | Izanagi          | Izanagi          |                  |                  |                  |                  |                |                | Izanami     | Izanami     | Izanami    | Izanami    | Izanami    | Izanami    |                 |                 |                 |                 |                 |                 |             |             |            |            |            |            |              |              |              |              |              |              |            |            |  |  |
|       |       |       |       |               |               |               |               |               |               |             |             |           |           |         |         |          |          |          |          |               |               |               |               |               |               |               |               |               |               |               |               |              |              |         |         |            |            |                  |                  |                  |                  |                  |                  |                |                |             |             |            |            |            |            |                 |                 |                 |                 |                 |                 |             |             |            |            |            |            |              |              |              |              |              |              |            |            |  |  |
|       |       |       |       |               |               |               |               |               |               |             |             |           |           |         |         |          |          |          |          |               |               |               |               |               |               |               |               |               |               |               |               |              |              |         |         |            |            |                  |                  |                  |                  |                  |                  |                |                |             |             |            |            |            |            |                 |                 |                 |                 |                 |                 |             |             |            |            |            |            |              |              |              |              |              |              |            |            |  |  |
|       |       |       |       |               |               |               |               |               |               |             |             |           |           |         |         |          |          |          |          |               |               |               |               |               |               |               |               | Inni bogowie  | Inni bogowie  | Inni bogowie  | Inni bogowie  | Inni bogowie | Inni bogowie |         |         | Amaterasu  | Amaterasu  | Amaterasu        | Amaterasu        | Amaterasu        | Amaterasu        |                  |                  | Tsukuyomi      | Tsukuyomi      | Tsukuyomi   | Tsukuyomi   | Tsukuyomi  | Tsukuyomi  |            |            |                 |                 |                 |                 | Susanoo         | Susanoo         | Susanoo     | Susanoo     | Susanoo    | Susanoo    |            |            |              |              |              |              |              |              |            |            |  |  |
|       |       |       |       |               |               |               |               |               |               |             |             |           |           |         |         |          |          |          |          |               |               |               |               |               |               |               |               | Inni bogowie  | Inni bogowie  | Inni bogowie  | Inni bogowie  | Inni bogowie | Inni bogowie |         |         | Amaterasu  | Amaterasu  | Amaterasu        | Amaterasu        | Amaterasu        | Amaterasu        |                  |                  | Tsukuyomi      | Tsukuyomi      | Tsukuyomi   | Tsukuyomi   | Tsukuyomi  | Tsukuyomi  |            |            |                 |                 |                 |                 | Susanoo         | Susanoo         | Susanoo     | Susanoo     | Susanoo    | Susanoo    |            |            |              |              |              |              |              |              |            |            |  |  |
|       |       |       |       |               |               |               |               |               |               |             |             |           |           |         |         |          |          |          |          | Takamimusubi  |               |               |               |               |               |               |               |               |               |               |               |              |              |         |         |            |            |                  |                  |                  |                  |                  |                  |                |                |             |             |            |            |            |            |                 |                 |                 |                 |                 |                 |             |             |            |            |            |            |              |              |              |              |              |              |            |            |  |  |
|       |       |       |       |               |               |               |               |               |               |             |             |           |           |         |         |          |          |          |          |               |               |               |               |               |               |               |               |               |               |               |               |              |              |         |         |            |            |                  |                  |                  |                  |                  |                  |                |                |             |             |            |            |            |            |                 |                 |                 |                 |                 |                 |             |             |            |            |            |            |              |              |              |              |              |              |            |            |  |  |
|       |       |       |       |               |               |               |               |               |               |             |             |           |           |         |         |          |          |          |          | Toyoakitsushi | Toyoakitsushi | Toyoakitsushi | Toyoakitsushi | Toyoakitsushi | Toyoakitsushi |               |               |               |               |               |               |              |              |         |         | Oshihomimi | Oshihomimi | Oshihomimi       | Oshihomimi       | Oshihomimi       | Oshihomimi       |                  |                  |                |                | Ōyamatsumi  | Ōyamatsumi  | Ōyamatsumi | Ōyamatsumi | Ōyamatsumi | Ōyamatsumi |                 |                 |                 |                 |                 |                 |             |             |            |            |            |            |              |              |              |              |              |              |            |            |  |  |
|       |       |       |       |               |               |               |               |               |               |             |             |           |           |         |         |          |          |          |          | Toyoakitsushi | Toyoakitsushi | Toyoakitsushi | Toyoakitsushi | Toyoakitsushi | Toyoakitsushi |               |               |               |               |               |               |              |              |         |         | Oshihomimi | Oshihomimi | Oshihomimi       | Oshihomimi       | Oshihomimi       | Oshihomimi       |                  |                  |                |                | Ōyamatsumi  | Ōyamatsumi  | Ōyamatsumi | Ōyamatsumi | Ōyamatsumi | Ōyamatsumi |                 |                 |                 |                 |                 |                 |             |             |            |            |            |            |              |              |              |              |              |              |            |            |  |  |
|       |       |       |       |               |               |               |               |               |               |             |             |           |           |         |         |          |          |          |          |               |               |               |               |               |               |               |               |               |               |               |               |              |              |         |         |            |            |                  |                  |                  |                  |                  |                  |                |                |             |             |            |            |            |            |                 |                 |                 |                 |                 |                 |             |             |            |            |            |            |              |              |              |              |              |              |            |            |  |  |
|       |       |       |       |               |               |               |               | Watatsumi     | Watatsumi     | Watatsumi   | Watatsumi   | Watatsumi | Watatsumi |         |         |          |          |          |          |               |               |               |               |               |               |               |               | Ninigi        | Ninigi        | Ninigi        | Ninigi        | Ninigi       | Ninigi       |         |         |            |            |                  |                  | Konohanasakuya   | Konohanasakuya   | Konohanasakuya   | Konohanasakuya   | Konohanasakuya | Konohanasakuya |             |             |            |            |            |            | Tenazduchi      | Tenazduchi      | Tenazduchi      | Tenazduchi      | Tenazduchi      | Tenazduchi      |             |             |            |            |            |            | Ashinadzuchi | Ashinadzuchi | Ashinadzuchi | Ashinadzuchi | Ashinadzuchi | Ashinadzuchi |            |            |  |  |
|       |       |       |       |               |               |               |               | Watatsumi     | Watatsumi     | Watatsumi   | Watatsumi   | Watatsumi | Watatsumi |         |         |          |          |          |          |               |               |               |               |               |               |               |               | Ninigi        | Ninigi        | Ninigi        | Ninigi        | Ninigi       | Ninigi       |         |         |            |            |                  |                  | Konohanasakuya   | Konohanasakuya   | Konohanasakuya   | Konohanasakuya   | Konohanasakuya | Konohanasakuya |             |             |            |            |            |            | Tenazduchi      | Tenazduchi      | Tenazduchi      | Tenazduchi      | Tenazduchi      | Tenazduchi      |             |             |            |            |            |            | Ashinadzuchi | Ashinadzuchi | Ashinadzuchi | Ashinadzuchi | Ashinadzuchi | Ashinadzuchi |            |            |  |  |
|       |       |       |       |               |               |               |               |               |               |             |             |           |           |         |         |          |          |          |          |               |               |               |               |               |               |               |               |               |               |               |               |              |              |         |         |            |            |                  |                  |                  |                  |                  |                  |                |                |             |             |            |            |            |            |                 |                 |                 |                 |                 |                 |             |             |            |            |            |            |              |              |              |              |              |              |            |            |  |  |
|       |       |       |       |               |               |               |               |               |               |             |             |           |           |         |         |          |          |          |          |               |               |               |               |               |               |               |               |               |               |               |               |              |              |         |         |            |            |                  |                  |                  |                  |                  |                  |                |                |             |             |            |            |            |            |                 |                 |                 |                 |                 |                 |             |             |            |            |            |            |              |              |              |              |              |              |            |            |  |  |
|       |       |       |       |               |               |               |               |               |               |             |             |           |           | Otohime | Otohime | Otohime  | Otohime  | Otohime  | Otohime  |               |               |               |               |               |               | Hoori         | Hoori         | Hoori         | Hoori         | Hoori         | Hoori         |              |              | Hoderi  | Hoderi  | Hoderi     | Hoderi     | Hoderi           | Hoderi           |                  |                  | Hosuseri         | Hosuseri         | Hosuseri       | Hosuseri       | Hosuseri    | Hosuseri    |            |            |            |            |                 |                 |                 |                 |                 |                 | Kushiinada  | Kushiinada  | Kushiinada | Kushiinada | Kushiinada | Kushiinada |              |              |              |              |              |              |            |            |  |  |
|       |       |       |       |               |               |               |               |               |               |             |             |           |           | Otohime | Otohime | Otohime  | Otohime  | Otohime  | Otohime  |               |               |               |               |               |               | Hoori         | Hoori         | Hoori         | Hoori         | Hoori         | Hoori         |              |              | Hoderi  | Hoderi  | Hoderi     | Hoderi     | Hoderi           | Hoderi           |                  |                  | Hosuseri         | Hosuseri         | Hosuseri       | Hosuseri       | Hosuseri    | Hosuseri    |            |            |            |            |                 |                 |                 |                 |                 |                 | Kushiinada  | Kushiinada  | Kushiinada | Kushiinada | Kushiinada | Kushiinada |              |              |              |              |              |              |            |            |  |  |
|       |       |       |       |               |               |               |               |               |               |             |             |           |           |         |         |          |          |          |          |               |               |               |               |               |               |               |               |               |               |               |               |              |              |         |         |            |            |                  |                  |                  |                  |                  |                  |                |                |             |             |            |            |            |            |                 |                 |                 |                 |                 |                 |             |             |            |            |            |            |              |              |              |              |              |              |            |            |  |  |
|       |       |       |       | Tamayori-bime | Tamayori-bime | Tamayori-bime | Tamayori-bime | Tamayori-bime | Tamayori-bime |             |             |           |           |         |         |          |          |          |          | Ugayafukiaezu | Ugayafukiaezu | Ugayafukiaezu | Ugayafukiaezu | Ugayafukiaezu | Ugayafukiaezu |               |               |               |               |               |               |              |              |         |         |            |            |                  |                  |                  |                  | Suseri-bime      | Suseri-bime      | Suseri-bime    | Suseri-bime    | Suseri-bime | Suseri-bime |            |            |            |            |                 |                 |                 |                 |                 |                 |             |             |            |            |            |            |              |              | Ōkuninushi   | Ōkuninushi   | Ōkuninushi   | Ōkuninushi   | Ōkuninushi | Ōkuninushi |  |  |
|       |       |       |       | Tamayori-bime | Tamayori-bime | Tamayori-bime | Tamayori-bime | Tamayori-bime | Tamayori-bime |             |             |           |           |         |         |          |          |          |          | Ugayafukiaezu | Ugayafukiaezu | Ugayafukiaezu | Ugayafukiaezu | Ugayafukiaezu | Ugayafukiaezu |               |               |               |               |               |               |              |              |         |         |            |            |                  |                  |                  |                  | Suseri-bime      | Suseri-bime      | Suseri-bime    | Suseri-bime    | Suseri-bime | Suseri-bime |            |            |            |            |                 |                 |                 |                 |                 |                 |             |             |            |            |            |            |              |              | Ōkuninushi   | Ōkuninushi   | Ōkuninushi   | Ōkuninushi   | Ōkuninushi | Ōkuninushi |  |  |
|       |       |       |       |               |               |               |               |               |               |             |             |           |           |         |         |          |          |          |          |               |               |               |               |               |               |               |               |               |               |               |               |              |              |         |         |            |            |                  |                  |                  |                  |                  |                  |                |                |             |             |            |            |            |            |                 |                 |                 |                 |                 |                 |             |             |            |            |            |            |              |              |              |              |              |              |            |            |  |  |
|       |       |       |       |               |               |               |               |               |               |             |             |           |           |         |         |          |          |          |          |               |               |               |               |               |               |               |               |               |               |               |               |              |              |         |         |            |            |                  |                  |                  |                  |                  |                  |                |                |             |             |            |            |            |            |                 |                 |                 |                 |                 |                 |             |             |            |            |            |            |              |              |              |              |              |              |            |            |  |  |
| Inahi | Inahi | Inahi | Inahi | Inahi         | Inahi         |               |               | Mikenu        | Mikenu        | Mikenu      | Mikenu      | Mikenu    | Mikenu    |         |         | Itsuse   | Itsuse   | Itsuse   | Itsuse   | Itsuse        | Itsuse        |               |               | Airahime      | Airahime      | Airahime      | Airahime      | Airahime      | Airahime      |               |               |              |              |         |         | Jimmu      | Jimmu      | Jimmu            | Jimmu            | Jimmu            | Jimmu            |                  |                  |                |                |             |             |            |            |            |            | Himetataraisuzu | Himetataraisuzu | Himetataraisuzu | Himetataraisuzu | Himetataraisuzu | Himetataraisuzu |             |             |            |            |            |            |              |              |              |              |              |              |            |            |  |  |
| Inahi | Inahi | Inahi | Inahi | Inahi         | Inahi         |               |               | Mikenu        | Mikenu        | Mikenu      | Mikenu      | Mikenu    | Mikenu    |         |         | Itsuse   | Itsuse   | Itsuse   | Itsuse   | Itsuse        | Itsuse        |               |               | Airahime      | Airahime      | Airahime      | Airahime      | Airahime      | Airahime      |               |               |              |              |         |         | Jimmu      | Jimmu      | Jimmu            | Jimmu            | Jimmu            | Jimmu            |                  |                  |                |                |             |             |            |            |            |            | Himetataraisuzu | Himetataraisuzu | Himetataraisuzu | Himetataraisuzu | Himetataraisuzu | Himetataraisuzu |             |             |            |            |            |            |              |              |              |              |              |              |            |            |  |  |
|       |       |       |       |               |               |               |               |               |               |             |             |           |           |         |         |          |          |          |          |               |               |               |               |               |               |               |               |               |               |               |               |              |              |         |         |            |            |                  |                  |                  |                  |                  |                  |                |                |             |             |            |            |            |            |                 |                 |                 |                 |                 |                 |             |             |            |            |            |            |              |              |              |              |              |              |            |            |  |  |
|       |       |       |       |               |               |               |               |               |               |             |             |           |           |         |         |          |          |          |          |               |               |               |               |               |               |               |               |               |               |               |               |              |              |         |         |            |            |                  |                  |                  |                  |                  |                  |                |                |             |             |            |            |            |            |                 |                 |                 |                 |                 |                 |             |             |            |            |            |            |              |              |              |              |              |              |            |            |  |  |
|       |       |       |       |               |               | Tagishimimi   | Tagishimimi   | Tagishimimi   | Tagishimimi   | Tagishimimi | Tagishimimi |           |           |         |         | Kasumimi | Kasumimi | Kasumimi | Kasumimi | Kasumimi      | Kasumimi      |               |               |               |               | Kawamata-bime | Kawamata-bime | Kawamata-bime | Kawamata-bime | Kawamata-bime | Kawamata-bime |              |              |         |         |            |            | Kamununakawamimi | Kamununakawamimi | Kamununakawamimi | Kamununakawamimi | Kamununakawamimi | Kamununakawamimi |                |                | Hikoyai     | Hikoyai     | Hikoyai    | Hikoyai    | Hikoyai    | Hikoyai    |                 |                 | Kamuyaimimi     | Kamuyaimimi     | Kamuyaimimi     | Kamuyaimimi     | Kamuyaimimi | Kamuyaimimi |            |            |            |            |              |              |              |              |              |              |            |            |  |  |
|       |       |       |       |               |               | Tagishimimi   | Tagishimimi   | Tagishimimi   | Tagishimimi   | Tagishimimi | Tagishimimi |           |           |         |         | Kasumimi | Kasumimi | Kasumimi | Kasumimi | Kasumimi      | Kasumimi      |               |               |               |               | Kawamata-bime | Kawamata-bime | Kawamata-bime | Kawamata-bime | Kawamata-bime | Kawamata-bime |              |              |         |         |            |            | Kamununakawamimi | Kamununakawamimi | Kamununakawamimi | Kamununakawamimi | Kamununakawamimi | Kamununakawamimi |                |                | Hikoyai     | Hikoyai     | Hikoyai    | Hikoyai    | Hikoyai    | Hikoyai    |                 |                 | Kamuyaimimi     | Kamuyaimimi     | Kamuyaimimi     | Kamuyaimimi     | Kamuyaimimi | Kamuyaimimi |            |            |            |            |              |              |              |              |              |              |            |            |  |  |

### Pozycja bogini w panteonie bóstw
Motoori Norinaga wiele czasu poświęcił analizie mitów o Amaterasu zastanawiając się, czemu bogini słońca zajmuje najwyższą pozycję w hierarchii shintō, skoro inne bóstwa pojawiły się przed nią i przyczyniły się do powstania archipelagu. Założyciel szkoły narodowej zwracał uwagę na to, że Amaterasu nie stworzyła „drogi bogów”, lecz tylko ją podtrzymywała, gdy Izanagi przekazał jej władzę nad Wysoką Równiną Niebios.
Żadne bóstwo w mitologii japońskiej nie było wszechstronne i wszechwiedzące. Każde z nich posiadało swoją dobrą i złą stronę. Amaterasu przedstawiana była jako bogini wieczna, łaskawa i miłosierna, która oświetlała cały świat. Motoori podkreślał, iż życie na ziemi może się rozwijać tylko dzięki łaskawości bogini słońca i dlatego inne kraje, m.in. Indie i Chiny, korzystały z jej błogosławieństw. 
Z czasem kult słońca został połączony z kultem ducha ryżu, gdyż bogini słońca została uznana za tę, która obdarza ludzi pożywieniem. Według uczonego bogini stała również na straży ładu i harmonii, co najlepiej potwierdza scena ukrycia się jej w jaskini – gdy słońce zniknęło ze świata, nastała ciemność i ujawniły się wszystkie złe moce oraz wydarzyło się wiele nieszczęść.
Amaterasu zgodnie z przekazami była łagodna i miłosierna, zachowywała spokój nawet, gdy Susanoo zanieczyścił jej izbę, a wszystkie jego żarty starała się usprawiedliwiać. Dopiero widok śmierci zmusił ją do ucieczki i ukrycia w jaskini, a gdy opuściła kryjówkę, nie ukarała swojego brata. Zrobili to inni bogowie zamieszkujący Wysoką Równinę Niebios.

### Chramy poświęcone Amaterasu

#### Ise Jingū
Ise Jingū (jap. 伊勢神宮 Ise-jingū) jest chramem shintō poświęconym bogini Amaterasu; znajduje się w japońskim mieście Ise w prefekturze Mie. Według oficjalnej chronologii, chramy zostały wzniesione w 4 roku p.n.e., lecz większość historyków datuje je o kilkaset lat później, podając najczęściej rok 690 jako datę budowy pierwszego chramu w Ise w jego obecnym kształcie. Według legendy, Naikū (wewnętrzny chram Ise) został zbudowany przez Yamatohime-no-mikoto.

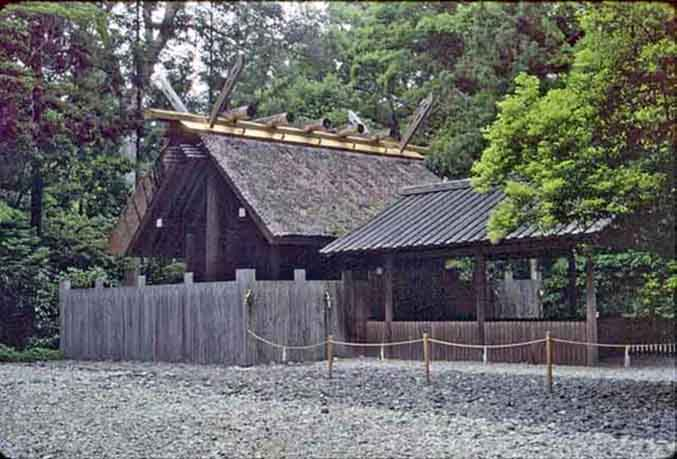
Jeden z kilku „wyjątkowych chramów” (betsugū) w chramie Ise

Najwyższy kapłan lub kapłanka chramów Ise musi pochodzić z rodziny cesarskiej.

#### Hibiya Daijingū
Hibiya Daijingū, zwany również Tōkyō Daijingū, jest chramem zbudowanym w 1880 r. w Tokio, aby mieszkańcy stolicy mogli oddawać cześć Amaterasu, protoplastce rodu cesarskiego. Dzięki tej inicjatywie nie musieli już wyruszać w podróż do głównego przybytku, który po dziś dzień znajduje się w mieście Ise na półwyspie Kii, odległym o blisko 500 kilometrów od stolicy. W tokijskim chramie oddaje się cześć także innym bóstwom: bogini żywności Toyouke oraz trójcy pierwszych bóstw, które pojawiły się na Wysokiej Równinie Niebios: Amenominakanushiemu, Takamimusubiemu oraz Kamimusubiemu.

#### Kapłanki Amaterasu
W imieniu cesarza cześć Amaterasu oddawała kapłanka nazywana saigū, która wyznaczana była na okres panowania jednego cesarza, po jego śmierci lub abdykacji odwoływano ją z tej funkcji. Saigū wyznaczana była spośród księżniczek krwi odznaczającej się zdrowiem i urodą, odwołując się do wróżb. Powołanie do służby uznawane było za wolę nieba, a wybrane kobiety nie mogły odmówić przyjęcia godności. Kapłanki musiały być dziewicami i w czasie pobytu w Ise były zobowiązane zachować czystość rytualną. Po zwolnieniu z pełnionej funkcji i powrocie na dwór mogły wyjść za mąż i mieć dzieci.
Kapłanka nie była wysyłana do Ise zaraz po wstąpieniu władcy na tron, wcześniej musiała przejść liczne ceremonie oczyszczania i przygotować się do nowej roli. W tym czasie uczyła się specjalnego języka kapłanek, w którym słowa kojarzone ze skalaniem były zastępowane innymi na zasadzie szyfru. Później za pomocą proroctw przeznaczano na siedzibę kapłanki jeden z budynków pałacowych, który od tego czasu zwany był Shosai-in. Ósmego miesiąca księżycowego następnego roku służby kapłanka udawała się do swojej nowej, specjalnie dla niej zbudowanej siedziby zwanej Nonomiya, która znajdowała się poza pałacem cesarskim, i przebywała tam kolejny rok. Każdego pierwszego dnia miesiąca oddawała cześć bogini Amaterasu ze swojego pałacu, zaś ostatniego dnia ósmego miesiąca księżycowego wyruszała ze swoim orszakiem do Ise. Z tej okazji w całym kraju odprawiano ceremonie oczyszczania i wprowadzano zakaz grzebania zmarłych.
Kapłanka mogła zostać odwołana ze stanowiska z kilku powodów, które mogłyby zaszkodzić jej pozycji. Jednym z nich było okrycie się hańbą. Znany jest przypadek kapłanki Iwakumy, która prowadziła romans z księciem Umarakim. Innym powodem mogła być choroba, której skutki były widoczne (na przykład wypadanie włosów). Po odwołaniu kapłanki nie wyznaczano nowej za panowania tego samego cesarza. W historii Japonii zdarzały się też przypadki samobójstw kapłanek. Podobno Takuhata, córka cesarza Yūryaku, z powodu oszczerstw, których padła ofiarą, wyniosła ze świątyni święte lustro, zakopała je, a następnie się powiesiła.

### Wizerunek Amaterasu podczas II wojny światowej
Podczas II wojny światowej rząd japoński postanowił sięgnąć do wizerunku Amaterasu, protoplastki rodu cesarskiego. Na zdobytych ziemiach stawiano chramy poświęcone tej bogini m.in. Taiwan Jinja na Tajwanie, czy Chōsen Jingū w Korei. Na terytorium Chin podczas okupacji przez japońskich żołnierzy powstało sto trzydzieści pięć chramów shintō.

### Boski wysłannik
Yatagarasu (jap. 八咫烏 Kruk Znakomicie Trafiający) jest ptakiem bogini słońca Amaterasu. Przedstawiano go najczęściej pod postacią trójnogiego kruka, aczkolwiek ilość jego nóg nie została nigdzie potwierdzona. W mitach Yatagarasu występuje jako wysłannik bogini, który był latającym przewodnikiem cesarza Jimmu podczas jego kampanii mającej na celu podbicie wschodnich ziem Japonii. Według kronik, ptak udawał się na zwiady i negocjował w imieniu przyszłego cesarza.

## Bogini słońca a inne religie

### Wpływ buddyzmu na kult Amaterasu
Na skutek wpływu buddyzmu na pierwotne wierzenia Japończyków Amaterasu została uznana za przejaw bodhisattwy Kannon lub Buddy Mahavairoćany (jap. Dainichi) będącego – zgodnie z doktryną buddyzmu ezoterycznego – najważniejszą istotą oświeconą.
Poświęcony Amaterasu chram Ise Jingū nie stał się jednak miejscem kultu buddyjskiego. W 698 r. zbudowano na jej terenie buddyjską świątynię, ale rozebrano ją w 722 r., ponieważ gwałtowny tajfun, który nawiedził to miejsce, został zinterpretowany jako oznaka gniewu bogini z powodu wtargnięcia obcego przybysza na teren jej przybytku. Według innej legendy, Amaterasu obiecała Marze, demonowi będącemu zaciekłym przeciwnikiem buddyzmu, że w jej świątyni nie będzie żadnych elementów mogących kojarzyć się z tą religią. Uczyniła tak jedynie po to, by móc chronić buddyzm w innych częściach kraju. 

### Sekta Ōmoto-kyō
Sekta Ōmoto-kyō na czele z Onisaburō Deguchim podważała mitologię spisaną w kronikach dworskich, uzasadniająca pochodzenie rodu cesarskiego od bogów. Deguchi uważał, że bóstwo Ushitora no Konjin, które nawiedziło jego teściową Nao i przepowiedziało koniec świata oraz jego odnowę, było innym wcieleniem boga Kunitokachiego, który wraz z małżonką Toyokumunu został wypędzony przez złe bóstwa. Onisaburō Deguchi głosił rychły powrót wypędzonych bóstw, a siebie stawiał ponad cesarzem, który jest potomkiem Amaterasu. Do zapisu swojego nazwiska zaczął używać znaków wykorzystywanych wyłącznie przez ród cesarski, co stało się jednym z powodów jego aresztowania.
Deguchi został aresztowany w 1921 r., ale wkrótce oczyszczono go z zarzutów. W wyniku szerzących się represji oraz prześladowań część wyznawców sekty wyemigrowała do Brazylii i tam zaczęła szerzyć swoje poglądy. Przywódca organizacji został aresztowany po raz drugi w 1935 roku, a główne siedziby sekty w Kameoka i Ayabe zostały doszczętnie zniszczone. Onisaburō Deguchi po zwolnieniu z więzienia wycofał się z życia publicznego, a Ōmoto-kyō nie odzyskało już swojego dawnego znaczenia.

### Sekta Kurozumi-kyō
Na czele sekty Kurozumi-kyō stał Munetada Kurozumi, kapłan świątyni Imamura, który w 1814 r. zakładając zgrupowanie religijne, uważał Amaterasu za najważniejsze bóstwo i stwórcę świata. Według doktryny tego wyznania dzięki praktykom religijnym każdy człowiek mógł dostąpić objawienia bogini. Wyznawcy sekty musieli oddawać cześć wschodzącemu słońcu. Kurozumi obiecywał wyznawcom, iż dzięki przestrzeganiu zasad etycznych oraz praktyce religijnej otrzymają doczesne korzyści, jak zdrowie czy pomyślność.

## Amaterasu w kulturze popularnej
Do Amaterasu nawiązuje kilka ekranizacji. W filmie Onmyoji II główny bohater za pomocą swojego tańca ma doprowadzić do powrotu bogini Amaterasu na ziemię. Amaterasu występuje w filmie tokusatsu Czas bogów. W serialu Gwiezdne wrota występuje przedstawicielka rasy Goa’uld o imieniu Amaterasu. 
Manga Dream Saga opiera się na historii zniszczonej ziemi, gdzie Susanoo pożera Amaterasu. Na ziemi żyje dziewczynka imieniem Yuuki, która jest jedyną osobą mogącą ocalić słońce przed zniszczeniem. Amaterasu to nazwa statku kosmicznego w anime Starship Operators. Jednym z bohaterów mangi Five Star Stories jest bóg światła o imieniu Amaterasu. W mandze i anime Naruto członkowie klanu Uchiha mogą opanować jutsu Amaterasu.
W wydawanym przez Image Comics komiksie The Wicked + The Divine Amaterasu jest jednym z dwunastu bóstw z różnych mitologii, wchodzących w skład Panteonu.
Do Amaterasu nawiązują także gry komputerowe. W grze Castlevania: Aria of Sorrow atak sanktuarium Amaterasu służy do wywołania zaćmienia. W Ōkami główną bohaterką jest Amaterasu, która zstąpiła na ziemię pod postacią białej wilczycy, aby pokonać Yamata no Orochi. Postać ta pojawia się również w dwóch innych grach: Marvel vs. Capcom 3: Fate of Two Worlds i Ultimate Marvel vs. Capcom 3. W Shin Megami Tensei: Persona 4 ostateczną personą Yukiko Amagi jest Amaterasu. W grze Smite Amaterasu występuje jako bohater typu wojownik.
W grze karcianej Cardfight!! Vanguard znajduje się karta „CEO Amaterasu”.